# Il nido (film)
Il nido (El nido) è un film del 1980 diretto da Jaime de Armiñán.
Fu candidato all'Oscar al miglior film straniero.

## Trama
Don Alejandro è un vedovo ricco e abitudinario, ancora legato al ricordo della moglie, fino a quando non incontra la giovanissima Goyita, di famiglia popolare, con la quale inizia un gioco di seduzione.

## Riconoscimenti
- Premio Oscar
  - Candidatura all'Oscar al miglior film straniero